# Washington County, Georgia
 Washington County är ett county i centrala delen av delstaten Georgia. Den administrativa huvudorten (county seat) är Sandersville som ligger cirka 150 km sydost om delstatens huvudstad Atlanta och cirka 100 km väster om gränsen till delstaten South Carolina. Countyt har fått sitt namn efter George Washington, USA:s förste president. 

## Geografi
Enligt United States Census Bureau har countyt en total area på 1 773 km². 1 762 km² av den arean är land och 10 km² är vatten. 

### Angränsande countyn
- Glascock County - nordost
- Jefferson County - öst
- Johnson County - syd
- Wilkinson County - sydväst
- Baldwin County - väst
- Hancock County - nordväst

### Större städer och samhällen
- Sandersville
- Tennille